# Castelul Bánffy din Borșa
Castelul din Borșa (în maghiară Kolozsborsai Bánffy-kastély), județul Cluj, e o fostă proprietate a familiei Bánffy. A fost construit în forma lui actuală în a doua jumătate a secolului al XIX-lea, probabil de către Baronul Daniel Bánffy și a devenit, în anul 1957, Spital de Boli Psihice Cronice. Din 2003 a intrat în patrimoniul Consiliului Județean Cluj. 

## Istoric

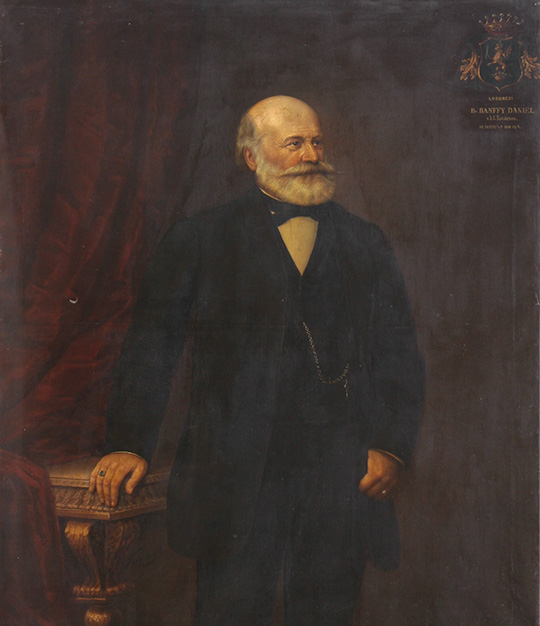
Baronul Daniel Bánffy

Nu se cunosc date exacte despre construcția castelului deoarece în arhive s-au păstrat puține informații relevante legate de această clădire. În privința proprietarilor, se cunoaște însa faptul că până după cel de-al doilea război mondial, aceștia au provenit exclusiv din familia Bánffy.

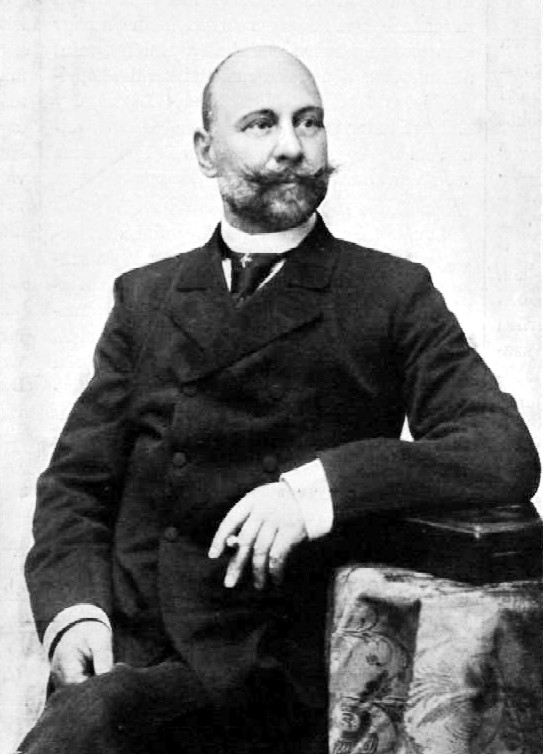
Dezső Bánffy, prim ministru al Ungariei între 1895–1899

Faptul că pe harta celei de-a doua ridicări topografice militare dintre 1869–1873 figurează atât castelul cât și cele două anexe alungite din spatele acestuia, susține ipoteza că acesta a fost construit în a doua jumătate a secolului al XIX-lea. Posibilul întemeietor al castelului ar putea fi baronul Daniel Bánffy al cărui monument funerar se află în pădurea din fața castelului. Baronul a fost căsătorit cu Anna Gyárfás, și au avut trei fii: Dezső (prim ministru al Ungariei între 1895–1899), József Jenő și Ernő. 
Fiul cel mic al baronului, Ernő, s-a căsătorit cu contesa Cecília Eszterházy în 1876 și a avut o fiică: Anna Bánffy, care s-a măritat cu contele Ferenc Teleki. După moartea tatalui său in 1888,  Ernő Bánffy a intrat în posesia castelului, conform unui act de diviziune din 1895.
După moartea lui Ernő Bánffy, vărul său, baronul Ferenc Bánffy a cumpărat moșia și castelul din Borșa de la succesorii decedatului, la data de 28 septembrie 1916. Ferenc Bánffy s-a căsătorit cu Ida Petrichevich-Horváth în 1899, iar după moartea primei soții s-a recăsătorit în 1919 cu Hortense Petrichevich-Horváth, ocazie cu care s-a mutat la Borșa. Atât îaninte cât și dupa moartea baronului, in 1938, s-au efectuat lucrări de renovare a castelului constând în repararea acoperișului, zugrăvirea fațadelor și a interioarelor afectate de igrasie și izolarea terasei de pe fațada principală
După al doilea război mondial, castelul din Borșa a fost naționalizat de la văduva baronului Ferenc Bánffy. După 1948, clădirea a funcționat pentru scurt timp ca școală agrară, apoi ca dispensar, iar din anul 1957 a devenit sediul Spitalului de boli psihice cronice, instituția intrând în patrimoniul Consiliului Județean Cluj în anul 2003.

## Descriere
Clădirea are formă dreptunghiulară, fiind dispus pe nivelul parterului, etajului și șarpantei, cu un turn dreptunghiular în colțul de sud-vest. Accesul se face printr-un portic neoclasic mărginit de 5 coloane dorice, deasupra cărora este plasată terasa. Din portic se intră în hol și încăperile parterului, iar o scară asigură accesul la etaj. La parter se mai găsește în hol mobilierul original de lemn, decorat cu oglinzi venețiene.
Castelul se află pe un domeniu întins din care au mai rămas aleile principale mărginite de arbori. La sud-vest de castel se află un mic monument comemorativ dedicat lui Dániel Bánffy (14 mai 1812 - 29 aprilie 1888), ridicat de soția sa Anna Gyárfás și fii săi, Deszö, Jenö și Ernö.
Castelul este înscris pe lista monumentelor istorice din județul Cluj elaborată de Ministerul Culturii și Patrimoniului Național din România în anul 2010.

## Galerie de imagini

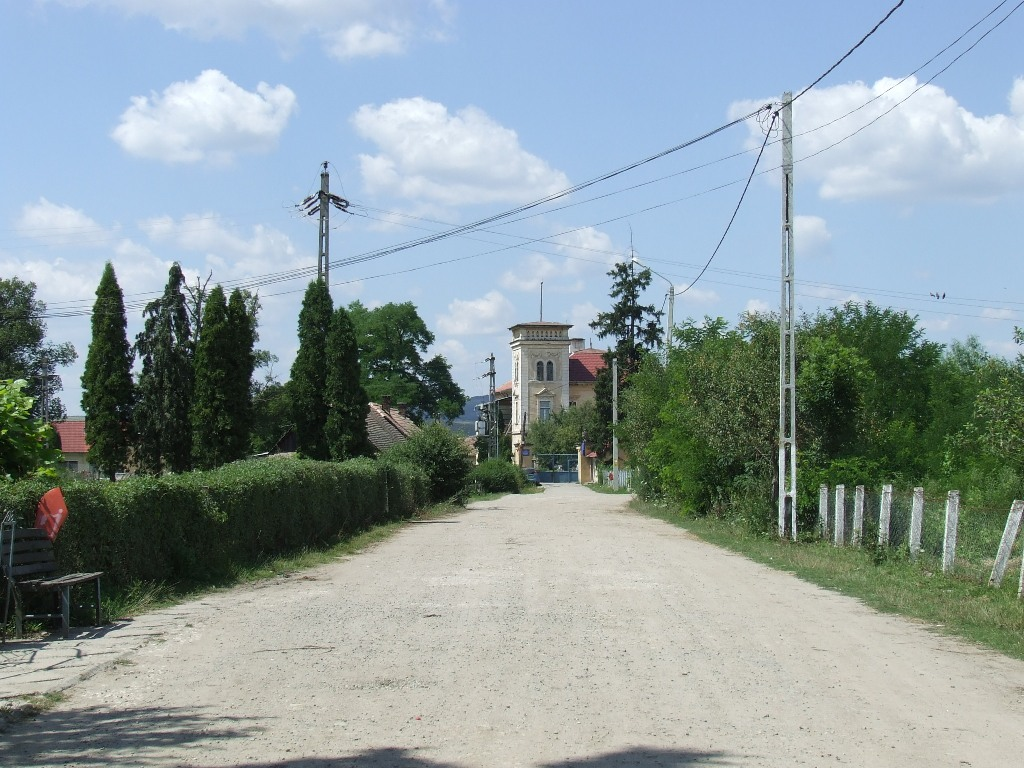
Castelul Banffy din Borşa
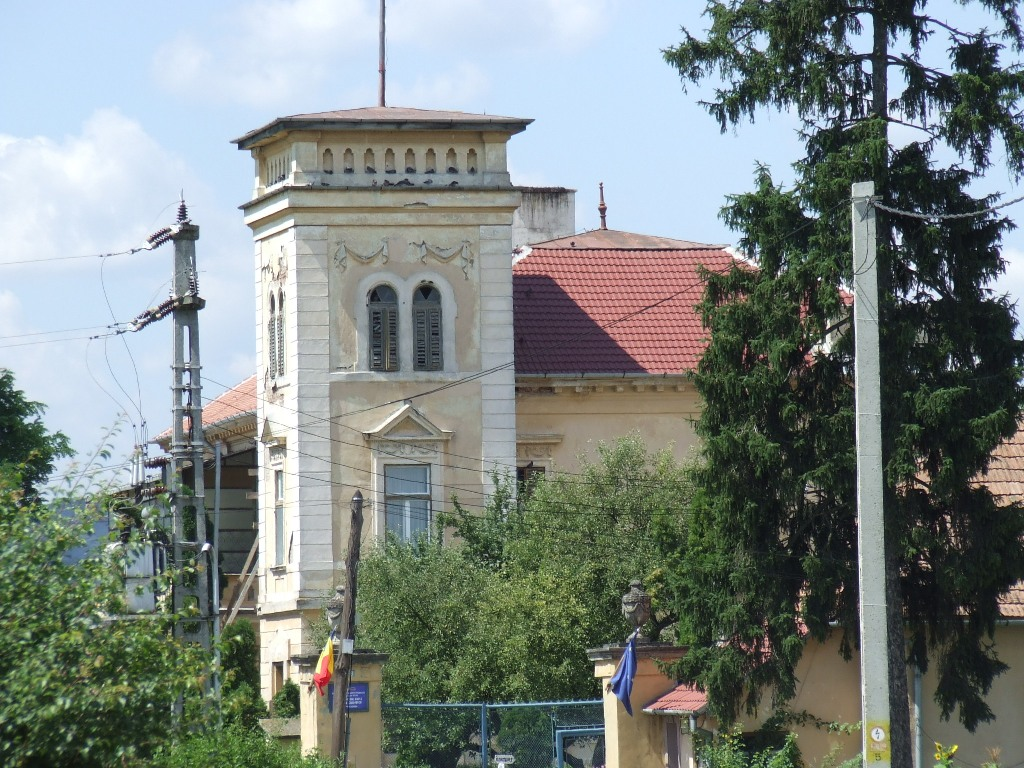
Castelul Banffy din Borşa
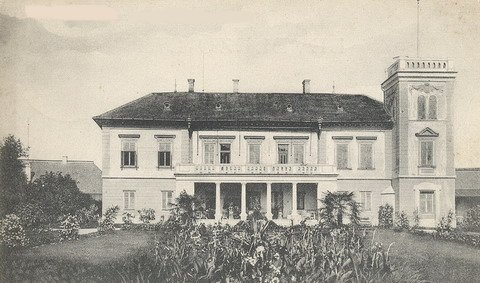
Castelul Bánffy Ernö, sec. XIX